# Aske (ep)
 For alternative betydninger, se Aske. (Se også artikler, som begynder med Aske)
Aske er en ep fra 1993 med det norske black metal-band Burzum. 

## Spor
1. "Stemmen fra tårnet" – 6:09
2. "Dominus Sathanas" – 3:02
3. "A Lost Forgotten Sad Spirit" – 10:51